# Giro d'Itàlia femení de 2025
La 36 edició del Giro d'Itàlia femení (Giro d'Italia Donne en italià) és una cursa ciclista que té lloc del 6 al 13 de juliol de 2025. Forma part del calendari UCI Women's WorldTour 2025 en categoria 2.WWT.
L'italiana Elisa Longo Borghini (UAE Team ADQ) en fou la campiona per segon cop consecutiu, després de conquerir el maillot rosa a la penúltima etapa, la considerada reina. L'acompanyaren al podi la suïssa Marlen Reusser (Movistar Team), líder de les etapes 1 a 6, i l'australiana Sarah Gigante (AG Insurance - Soudal Team), qui també fou la guanyadora de la classificació de la muntanya. La belga Lorena Wiebes (Team SD Worx-Protime) va guanyar la classificació per punts. L'alemanya Antonia Niedermaier (Canyon-SRAM Racing) fou la vencedora de la classificació de les joves i l'AG Insurance - Soudal Team fou el millor equip.

## Equips
| UCI Women's WorldTeams (15)- UAE Team ADQ - AG Insurance-Soudal Team - Canyon//SRAM zondacrypto - Ceratizit Pro Cycling Team - FDJ-Suez - Fenix-Deceuninck - Human Powered Health - Lidl-Trek - Liv AlUla Jayco - Movistar Team - Roland - Team Picnic PostNL - Team SD Worx-Protime - Team Visma \| Lease a Bike - Uno-X Mobility UCI Women's ProTeams (2)- EF Education-Oatly - Laboral Kutxa-Fundación Euskadi UCI Women's continental teams (5)- Aromitalia 3T Vaiano - Bepink-Imatra-Bongioanni - 2025 Isolmant-Premac-Vit - Team Mendelspeck E-Work - Top Girls Fassa Bortolo |
| |

## Candidates a la victòria
La primera candidata era la vencedora de l'edició passada, la italiana Elisa Longo Borghini. Les dues altres grans candidates eren Lotte Kopecky, segona l'any anterior, i Marlen Reusser vencedora a la present temporarda de la Volta a Suïssa i segona a la Volta a Espanya. Altres aspirants eren Pauliena Rooijakkers, Juliette Labous, Antonia Niedermaier o Cecilie Uttrup Ludwig.

## Etapes
| Etapa    | Data      | Ciutats d'etapa                             | type                      | Distància (km) | Vencedora de l'etapa | Líder de la general  |
| -------- | --------- | ------------------------------------------- | ------------------------- | -------------- | -------------------- | -------------------- |
| 1a etapa | 6 de jul  | Bèrgam – Bèrgam                             | contrarellotge individual | 13,6           | Marlen Reusser       | Marlen Reusser       |
| 2a etapa | 7 de jul  | Clusone – Aprica                            | etapa accidentada         | 99             | Anna Henderson       | Anna Henderson       |
| 3a etapa | 8 de jul  | Vezza d'Oglio – Trento                      | etapa accidentada         | 124            | Lorena Wiebes        | Anna Henderson       |
| 4a etapa | 9 de jul  | Castello Tesino – Pianezze                  | etapa de muntanya         | 156            | Sarah Gigante        | Marlen Reusser       |
| 5a etapa | 10 de jul | Mirano – Monselice                          | etapa plana               | 108            | Lorena Wiebes        | Marlen Reusser       |
| 6a etapa | 11 de jul | Bellaria-Igea Marina – Bellaria-Igea Marina | etapa accidentada         | 144            | Liane Lippert        | Marlen Reusser       |
| 7a etapa | 12 de jul | Fermignano – Monte Nerone                   | etapa de muntanya         | 157            | Sarah Gigante        | Elisa Longo Borghini |
| 8a etapa | 13 de jul | Forlì – Imola                               | etapa accidentada         | 138            | Liane Lippert        | Elisa Longo Borghini |

## Desenvolupament de la cursa

### 6 de juliol de 2025.Bèrgam-Bèrgam. 13,6 km (CRI)
| \| Classificació de l'etapa \| Classificació de l'etapa \| Classificació de l'etapa \| Classificació de l'etapa \| Classificació de l'etapa \| \| Corredor \| Corredor \| Equip \| Temps \| \| \| ------------------------ \| ------------------------ \| -------------------------- \| ------------------------ \| ------------------------ \| \| 1r \| Marlen Reusser \| Movistar Team \| 17' 22" \| \| \| 2n \| Lotte Kopecky \| SD Worx-Protime \| + 12" \| \| \| 3r \| Elisa Longo Borghini \| UAE Team ADQ \| + 16" \| \| \| 4t \| Anna van der Breggen \| SD Worx-Protime \| + 20" \| \| \| 5è \| Lieke Nooijen \| Team Visma \\| Lease a Bike \| + 24" \| \| \| 6è \| Anna Henderson \| Lidl-Trek \| + 27" \| \| \| 7è \| Christina Schweinberger \| Fenix-Deceuninck \| + 30" \| \| \| 8è \| Alessia Vigilia \| FDJ-Suez \| + 40" \| \| \| 9è \| Monica Trinca Colonel \| Liv AlUla Jayco \| + 41" \| \| \| 10è \| Shirin van Anrooij \| Lidl-Trek \| + 41" \| \| |                         |                            |         |
| |                         |                            |         |
| |                         |                            |         |
| Classificació de l'etapa |                         |                            |         |
| Corredor | Corredor                | Equip                      | Temps   |
| 1r | Marlen Reusser          | Movistar Team              | 17' 22" |
| 2n | Lotte Kopecky           | SD Worx-Protime            | + 12"   |
| 3r | Elisa Longo Borghini    | UAE Team ADQ               | + 16"   |
| 4t | Anna van der Breggen    | SD Worx-Protime            | + 20"   |
| 5è | Lieke Nooijen           | Team Visma \| Lease a Bike | + 24"   |
| 6è | Anna Henderson          | Lidl-Trek                  | + 27"   |
| 7è | Christina Schweinberger | Fenix-Deceuninck           | + 30"   |
| 8è | Alessia Vigilia         | FDJ-Suez                   | + 40"   |
| 9è | Monica Trinca Colonel   | Liv AlUla Jayco            | + 41"   |
| 10è | Shirin van Anrooij      | Lidl-Trek                  | + 41"   |

| \| Classificació general \| Classificació general \| Classificació general \| Classificació general \| Classificació general \| \| Corredor \| Corredor \| Equip \| Temps \| \| \| --------------------- \| ----------------------- \| -------------------------- \| --------------------- \| --------------------- \| \| 1r \| Marlen Reusser \| Movistar Team \| 17' 22" \| \| \| 2n \| Lotte Kopecky \| SD Worx-Protime \| + 12" \| \| \| 3r \| Elisa Longo Borghini \| UAE Team ADQ \| + 16" \| \| \| 4t \| Anna van der Breggen \| SD Worx-Protime \| + 20" \| \| \| 5è \| Lieke Nooijen \| Team Visma \\| Lease a Bike \| + 24" \| \| \| 6è \| Anna Henderson \| Lidl-Trek \| + 27" \| \| \| 7è \| Christina Schweinberger \| Fenix-Deceuninck \| + 30" \| \| \| 8è \| Alessia Vigilia \| FDJ-Suez \| + 40" \| \| \| 9è \| Monica Trinca Colonel \| Liv AlUla Jayco \| + 41" \| \| \| 10è \| Shirin van Anrooij \| Lidl-Trek \| + 41" \| \| |                         |                            |         |
| |                         |                            |         |
| |                         |                            |         |
| Classificació general |                         |                            |         |
| Corredor | Corredor                | Equip                      | Temps   |
| 1r | Marlen Reusser          | Movistar Team              | 17' 22" |
| 2n | Lotte Kopecky           | SD Worx-Protime            | + 12"   |
| 3r | Elisa Longo Borghini    | UAE Team ADQ               | + 16"   |
| 4t | Anna van der Breggen    | SD Worx-Protime            | + 20"   |
| 5è | Lieke Nooijen           | Team Visma \| Lease a Bike | + 24"   |
| 6è | Anna Henderson          | Lidl-Trek                  | + 27"   |
| 7è | Christina Schweinberger | Fenix-Deceuninck           | + 30"   |
| 8è | Alessia Vigilia         | FDJ-Suez                   | + 40"   |
| 9è | Monica Trinca Colonel   | Liv AlUla Jayco            | + 41"   |
| 10è | Shirin van Anrooij      | Lidl-Trek                  | + 41"   |

### 7 de juliol de 2025.Clusone-Aprica99 km
| \| Classificació de l'etapa \| Classificació de l'etapa \| Classificació de l'etapa \| Classificació de l'etapa \| Classificació de l'etapa \| \| Corredor \| Corredor \| Equip \| Temps \| \| \| ------------------------ \| ------------------------ \| -------------------------- \| ------------------------ \| ------------------------ \| \| 1r \| Anna Henderson \| Lidl-Trek \| 2h 24' 30" \| \| \| 2n \| Dilyxine Miermont \| Ceratizit Pro Cycling Team \| + 0" \| \| \| 3r \| Soraya Paladin \| Canyon//SRAM zondacrypto \| + 26" \| \| \| 4t \| Eleonora Ciabocco \| Team Picnic PostNL \| + 26" \| \| \| 5è \| Marlen Reusser \| Movistar Team \| + 26" \| \| \| 6è \| Elisa Longo Borghini \| UAE Team ADQ \| + 26" \| \| \| 7è \| Ashleigh Moolman \| AG Insurance-Soudal Team \| + 26" \| \| \| 8è \| Juliette Labous \| FDJ-Suez \| + 26" \| \| \| 9è \| Yara Kastelijn \| Fenix-Deceuninck \| + 26" \| \| \| 10è \| Shirin van Anrooij \| Lidl-Trek \| + 26" \| \| |                      |                            |            |
| |                      |                            |            |
| |                      |                            |            |
| Classificació de l'etapa |                      |                            |            |
| Corredor | Corredor             | Equip                      | Temps      |
| 1r | Anna Henderson       | Lidl-Trek                  | 2h 24' 30" |
| 2n | Dilyxine Miermont    | Ceratizit Pro Cycling Team | + 0"       |
| 3r | Soraya Paladin       | Canyon//SRAM zondacrypto   | + 26"      |
| 4t | Eleonora Ciabocco    | Team Picnic PostNL         | + 26"      |
| 5è | Marlen Reusser       | Movistar Team              | + 26"      |
| 6è | Elisa Longo Borghini | UAE Team ADQ               | + 26"      |
| 7è | Ashleigh Moolman     | AG Insurance-Soudal Team   | + 26"      |
| 8è | Juliette Labous      | FDJ-Suez                   | + 26"      |
| 9è | Yara Kastelijn       | Fenix-Deceuninck           | + 26"      |
| 10è | Shirin van Anrooij   | Lidl-Trek                  | + 26"      |

| \| Classificació general \| Classificació general \| Classificació general \| Classificació general \| Classificació general \| \| Corredor \| Corredor \| Equip \| Temps \| \| \| --------------------- \| --------------------- \| -------------------------- \| --------------------- \| --------------------- \| \| 1r \| Anna Henderson \| Lidl-Trek \| 2h 42' 03" \| \| \| 2n \| Marlen Reusser \| Movistar Team \| + 15" \| \| \| 3r \| Elisa Longo Borghini \| UAE Team ADQ \| + 31" \| \| \| 4t \| Anna van der Breggen \| SD Worx-Protime \| + 35" \| \| \| 5è \| Monica Trinca Colonel \| Liv AlUla Jayco \| + 56" \| \| \| 6è \| Shirin van Anrooij \| Lidl-Trek \| + 56" \| \| \| 7è \| Katrine Aalerud \| Uno-X Mobility \| + 59" \| \| \| 8è \| Antonia Niedermaier \| Canyon//SRAM zondacrypto \| + 1' 03" \| \| \| 9è \| Juliette Labous \| FDJ-Suez \| + 1' 06" \| \| \| 10è \| Dilyxine Miermont \| Ceratizit Pro Cycling Team \| + 1' 10" \| \| |                       |                            |            |
| |                       |                            |            |
| |                       |                            |            |
| Classificació general |                       |                            |            |
| Corredor | Corredor              | Equip                      | Temps      |
| 1r | Anna Henderson        | Lidl-Trek                  | 2h 42' 03" |
| 2n | Marlen Reusser        | Movistar Team              | + 15"      |
| 3r | Elisa Longo Borghini  | UAE Team ADQ               | + 31"      |
| 4t | Anna van der Breggen  | SD Worx-Protime            | + 35"      |
| 5è | Monica Trinca Colonel | Liv AlUla Jayco            | + 56"      |
| 6è | Shirin van Anrooij    | Lidl-Trek                  | + 56"      |
| 7è | Katrine Aalerud       | Uno-X Mobility             | + 59"      |
| 8è | Antonia Niedermaier   | Canyon//SRAM zondacrypto   | + 1' 03"   |
| 9è | Juliette Labous       | FDJ-Suez                   | + 1' 06"   |
| 10è | Dilyxine Miermont     | Ceratizit Pro Cycling Team | + 1' 10"   |

### 8 de juliol de 2025.Vezza d'Oglio-Trento124 km
| \| Classificació de l'etapa \| Classificació de l'etapa \| Classificació de l'etapa \| Classificació de l'etapa \| Classificació de l'etapa \| \| Corredor \| Corredor \| Equip \| Temps \| \| \| ------------------------ \| ------------------------ \| -------------------------- \| ------------------------ \| ------------------------ \| \| 1r \| Lorena Wiebes \| SD Worx-Protime \| 2h 59' 07" \| \| \| 2n \| Josie Nelson \| Team Picnic PostNL \| + 0" \| \| \| 3r \| Lotte Kopecky \| SD Worx-Protime \| + 0" \| \| \| 4t \| Elisa Longo Borghini \| UAE Team ADQ \| + 0" \| \| \| 5è \| Babette van der Wolf \| EF Education-Oatly \| + 0" \| \| \| 6è \| Christina Schweinberger \| Fenix-Deceuninck \| + 0" \| \| \| 7è \| Barbara Guarischi \| SD Worx-Protime \| + 0" \| \| \| 8è \| Eleonora Gasparrini \| UAE Team ADQ \| + 0" \| \| \| 9è \| Marianne Vos \| Team Visma \\| Lease a Bike \| + 0" \| \| \| 10è \| Marthe Truyen \| Fenix-Deceuninck \| + 0" \| \| |                         |                            |            |
| |                         |                            |            |
| |                         |                            |            |
| Classificació de l'etapa |                         |                            |            |
| Corredor | Corredor                | Equip                      | Temps      |
| 1r | Lorena Wiebes           | SD Worx-Protime            | 2h 59' 07" |
| 2n | Josie Nelson            | Team Picnic PostNL         | + 0"       |
| 3r | Lotte Kopecky           | SD Worx-Protime            | + 0"       |
| 4t | Elisa Longo Borghini    | UAE Team ADQ               | + 0"       |
| 5è | Babette van der Wolf    | EF Education-Oatly         | + 0"       |
| 6è | Christina Schweinberger | Fenix-Deceuninck           | + 0"       |
| 7è | Barbara Guarischi       | SD Worx-Protime            | + 0"       |
| 8è | Eleonora Gasparrini     | UAE Team ADQ               | + 0"       |
| 9è | Marianne Vos            | Team Visma \| Lease a Bike | + 0"       |
| 10è | Marthe Truyen           | Fenix-Deceuninck           | + 0"       |

| \| Classificació general \| Classificació general \| Classificació general \| Classificació general \| Classificació general \| \| Corredor \| Corredor \| Equip \| Temps \| \| \| --------------------- \| --------------------- \| -------------------------- \| --------------------- \| --------------------- \| \| 1r \| Anna Henderson \| Lidl-Trek \| 5h 41' 10" \| \| \| 2n \| Marlen Reusser \| Movistar Team \| + 13" \| \| \| 3r \| Elisa Longo Borghini \| UAE Team ADQ \| + 31" \| \| \| 4t \| Anna van der Breggen \| SD Worx-Protime \| + 35" \| \| \| 5è \| Monica Trinca Colonel \| Liv AlUla Jayco \| + 56" \| \| \| 6è \| Shirin van Anrooij \| Lidl-Trek \| + 56" \| \| \| 7è \| Katrine Aalerud \| Uno-X Mobility \| + 59" \| \| \| 8è \| Antonia Niedermaier \| Canyon//SRAM zondacrypto \| + 1' 03" \| \| \| 9è \| Juliette Labous \| FDJ-Suez \| + 1' 06" \| \| \| 10è \| Dilyxine Miermont \| Ceratizit Pro Cycling Team \| + 1' 10" \| \| |                       |                            |            |
| |                       |                            |            |
| |                       |                            |            |
| Classificació general |                       |                            |            |
| Corredor | Corredor              | Equip                      | Temps      |
| 1r | Anna Henderson        | Lidl-Trek                  | 5h 41' 10" |
| 2n | Marlen Reusser        | Movistar Team              | + 13"      |
| 3r | Elisa Longo Borghini  | UAE Team ADQ               | + 31"      |
| 4t | Anna van der Breggen  | SD Worx-Protime            | + 35"      |
| 5è | Monica Trinca Colonel | Liv AlUla Jayco            | + 56"      |
| 6è | Shirin van Anrooij    | Lidl-Trek                  | + 56"      |
| 7è | Katrine Aalerud       | Uno-X Mobility             | + 59"      |
| 8è | Antonia Niedermaier   | Canyon//SRAM zondacrypto   | + 1' 03"   |
| 9è | Juliette Labous       | FDJ-Suez                   | + 1' 06"   |
| 10è | Dilyxine Miermont     | Ceratizit Pro Cycling Team | + 1' 10"   |

### 9 de juliol de 2025.Castello Tesino-Pianezze156 km
| \| Classificació de l'etapa \| Classificació de l'etapa \| Classificació de l'etapa \| Classificació de l'etapa \| Classificació de l'etapa \| \| Corredor \| Corredor \| Equip \| Temps \| \| \| ------------------------ \| ------------------------ \| ------------------------ \| ------------------------ \| ------------------------ \| \| 1r \| Sarah Gigante \| AG Insurance-Soudal Team \| 3h 56' 22" \| \| \| 2n \| Elisa Longo Borghini \| UAE Team ADQ \| + 25" \| \| \| 3r \| Marlen Reusser \| Movistar Team \| + 25" \| \| \| 4t \| Antonia Niedermaier \| Canyon//SRAM zondacrypto \| + 34" \| \| \| 5è \| Pauliena Rooijakkers \| Fenix-Deceuninck \| + 50" \| \| \| 6è \| Barbara Malcotti \| Human Powered Health \| + 56" \| \| \| 7è \| Isabella Holmgren \| Lidl-Trek \| + 1' 01" \| \| \| 8è \| Lore De Schepper \| AG Insurance-Soudal Team \| + 1' 01" \| \| \| 9è \| Yara Kastelijn \| Fenix-Deceuninck \| + 1' 03" \| \| \| 10è \| Urška Žigart \| AG Insurance-Soudal Team \| + 1' 12" \| \| |                      |                          |            |
| |                      |                          |            |
| |                      |                          |            |
| Classificació de l'etapa |                      |                          |            |
| Corredor | Corredor             | Equip                    | Temps      |
| 1r | Sarah Gigante        | AG Insurance-Soudal Team | 3h 56' 22" |
| 2n | Elisa Longo Borghini | UAE Team ADQ             | + 25"      |
| 3r | Marlen Reusser       | Movistar Team            | + 25"      |
| 4t | Antonia Niedermaier  | Canyon//SRAM zondacrypto | + 34"      |
| 5è | Pauliena Rooijakkers | Fenix-Deceuninck         | + 50"      |
| 6è | Barbara Malcotti     | Human Powered Health     | + 56"      |
| 7è | Isabella Holmgren    | Lidl-Trek                | + 1' 01"   |
| 8è | Lore De Schepper     | AG Insurance-Soudal Team | + 1' 01"   |
| 9è | Yara Kastelijn       | Fenix-Deceuninck         | + 1' 03"   |
| 10è | Urška Žigart         | AG Insurance-Soudal Team | + 1' 12"   |

| \| Classificació general \| Classificació general \| Classificació general \| Classificació general \| Classificació general \| \| Corredor \| Corredor \| Equip \| Temps \| \| \| --------------------- \| --------------------- \| ------------------------ \| --------------------- \| --------------------- \| \| 1r \| Marlen Reusser \| Movistar Team \| 9h 38' 06" \| \| \| 2n \| Elisa Longo Borghini \| UAE Team ADQ \| + 16" \| \| \| 3r \| Sarah Gigante \| AG Insurance-Soudal Team \| + 34" \| \| \| 4t \| Antonia Niedermaier \| Canyon//SRAM zondacrypto \| + 1' 03" \| \| \| 5è \| Pauliena Rooijakkers \| Fenix-Deceuninck \| + 1' 48" \| \| \| 6è \| Anna van der Breggen \| SD Worx-Protime \| + 1' 53" \| \| \| 7è \| Yara Kastelijn \| Fenix-Deceuninck \| + 1' 54" \| \| \| 8è \| Isabella Holmgren \| Lidl-Trek \| + 1' 57" \| \| \| 9è \| Lore De Schepper \| AG Insurance-Soudal Team \| + 2' 03" \| \| \| 10è \| Katrine Aalerud \| Uno-X Mobility \| + 2' 07" \| \| |                      |                          |            |
| |                      |                          |            |
| |                      |                          |            |
| Classificació general |                      |                          |            |
| Corredor | Corredor             | Equip                    | Temps      |
| 1r | Marlen Reusser       | Movistar Team            | 9h 38' 06" |
| 2n | Elisa Longo Borghini | UAE Team ADQ             | + 16"      |
| 3r | Sarah Gigante        | AG Insurance-Soudal Team | + 34"      |
| 4t | Antonia Niedermaier  | Canyon//SRAM zondacrypto | + 1' 03"   |
| 5è | Pauliena Rooijakkers | Fenix-Deceuninck         | + 1' 48"   |
| 6è | Anna van der Breggen | SD Worx-Protime          | + 1' 53"   |
| 7è | Yara Kastelijn       | Fenix-Deceuninck         | + 1' 54"   |
| 8è | Isabella Holmgren    | Lidl-Trek                | + 1' 57"   |
| 9è | Lore De Schepper     | AG Insurance-Soudal Team | + 2' 03"   |
| 10è | Katrine Aalerud      | Uno-X Mobility           | + 2' 07"   |

### 10 de juliol de 2025.Mirano-Monselice108 km
| \| Classificació de l'etapa \| Classificació de l'etapa \| Classificació de l'etapa \| Classificació de l'etapa \| Classificació de l'etapa \| \| Corredor \| Corredor \| Equip \| Temps \| \| \| ------------------------ \| ------------------------ \| -------------------------- \| ------------------------ \| ------------------------ \| \| 1r \| Lorena Wiebes \| SD Worx-Protime \| 2h 39' 08" \| \| \| 2n \| Marianne Vos \| Team Visma \\| Lease a Bike \| + 0" \| \| \| 3r \| Liane Lippert \| Movistar Team \| + 0" \| \| \| 4t \| Lotte Kopecky \| SD Worx-Protime \| + 0" \| \| \| 5è \| Marlen Reusser \| Movistar Team \| + 0" \| \| \| 6è \| Elisa Longo Borghini \| UAE Team ADQ \| + 0" \| \| \| 7è \| Anna van der Breggen \| SD Worx-Protime \| + 0" \| \| \| 8è \| Franziska Brauße \| Ceratizit Pro Cycling Team \| + 0" \| \| \| 9è \| Katia Ragusa \| Human Powered Health \| + 0" \| \| \| 10è \| Silvia Persico \| UAE Team ADQ \| + 0" \| \| |                      |                            |            |
| |                      |                            |            |
| |                      |                            |            |
| Classificació de l'etapa |                      |                            |            |
| Corredor | Corredor             | Equip                      | Temps      |
| 1r | Lorena Wiebes        | SD Worx-Protime            | 2h 39' 08" |
| 2n | Marianne Vos         | Team Visma \| Lease a Bike | + 0"       |
| 3r | Liane Lippert        | Movistar Team              | + 0"       |
| 4t | Lotte Kopecky        | SD Worx-Protime            | + 0"       |
| 5è | Marlen Reusser       | Movistar Team              | + 0"       |
| 6è | Elisa Longo Borghini | UAE Team ADQ               | + 0"       |
| 7è | Anna van der Breggen | SD Worx-Protime            | + 0"       |
| 8è | Franziska Brauße     | Ceratizit Pro Cycling Team | + 0"       |
| 9è | Katia Ragusa         | Human Powered Health       | + 0"       |
| 10è | Silvia Persico       | UAE Team ADQ               | + 0"       |

| \| Classificació general \| Classificació general \| Classificació general \| Classificació general \| Classificació general \| \| Corredor \| Corredor \| Equip \| Temps \| \| \| --------------------- \| --------------------- \| ------------------------ \| --------------------- \| --------------------- \| \| 1r \| Marlen Reusser \| Movistar Team \| 12h 17' 14" \| \| \| 2n \| Elisa Longo Borghini \| UAE Team ADQ \| + 16" \| \| \| 3r \| Anna van der Breggen \| SD Worx-Protime \| + 1' 53" \| \| \| 4t \| Katrine Aalerud \| Uno-X Mobility \| + 2' 07" \| \| \| 5è \| Sarah Gigante \| AG Insurance-Soudal Team \| + 2' 16" \| \| \| 6è \| Antonia Niedermaier \| Canyon//SRAM zondacrypto \| + 2' 45" \| \| \| 7è \| Silvia Persico \| UAE Team ADQ \| + 3' 21" \| \| \| 8è \| Pauliena Rooijakkers \| Fenix-Deceuninck \| + 3' 30" \| \| \| 9è \| Yara Kastelijn \| Fenix-Deceuninck \| + 3' 36" \| \| \| 10è \| Isabella Holmgren \| Lidl-Trek \| + 3' 39" \| \| |                      |                          |             |
| |                      |                          |             |
| |                      |                          |             |
| Classificació general |                      |                          |             |
| Corredor | Corredor             | Equip                    | Temps       |
| 1r | Marlen Reusser       | Movistar Team            | 12h 17' 14" |
| 2n | Elisa Longo Borghini | UAE Team ADQ             | + 16"       |
| 3r | Anna van der Breggen | SD Worx-Protime          | + 1' 53"    |
| 4t | Katrine Aalerud      | Uno-X Mobility           | + 2' 07"    |
| 5è | Sarah Gigante        | AG Insurance-Soudal Team | + 2' 16"    |
| 6è | Antonia Niedermaier  | Canyon//SRAM zondacrypto | + 2' 45"    |
| 7è | Silvia Persico       | UAE Team ADQ             | + 3' 21"    |
| 8è | Pauliena Rooijakkers | Fenix-Deceuninck         | + 3' 30"    |
| 9è | Yara Kastelijn       | Fenix-Deceuninck         | + 3' 36"    |
| 10è | Isabella Holmgren    | Lidl-Trek                | + 3' 39"    |

### 11 de juliol de 2025.Bellaria-Igea Marina- Bellaria-Igea Marina 144 km
| \| Classificació de l'etapa \| Classificació de l'etapa \| Classificació de l'etapa \| Classificació de l'etapa \| Classificació de l'etapa \| \| Corredor \| Corredor \| Equip \| Temps \| \| \| ------------------------ \| ------------------------ \| ------------------------ \| ------------------------ \| ------------------------ \| |          |       |       |
| |          |       |       |
| |          |       |       |
| Classificació de l'etapa |          |       |       |
| Corredor | Corredor | Equip | Temps |

| \| Classificació general \| Classificació general \| Classificació general \| Classificació general \| Classificació general \| \| Corredor \| Corredor \| Equip \| Temps \| \| \| --------------------- \| --------------------- \| --------------------- \| --------------------- \| --------------------- \| |          |       |       |
| |          |       |       |
| |          |       |       |
| Classificació general |          |       |       |
| Corredor | Corredor | Equip | Temps |

### 12 de juliol de 2025.Fermignano-Mont Neró157 km
| \| Classificació de l'etapa \| Classificació de l'etapa \| Classificació de l'etapa \| Classificació de l'etapa \| Classificació de l'etapa \| \| Corredor \| Corredor \| Equip \| Temps \| \| \| ------------------------ \| ------------------------ \| ------------------------ \| ------------------------ \| ------------------------ \| |          |       |       |
| |          |       |       |
| |          |       |       |
| Classificació de l'etapa |          |       |       |
| Corredor | Corredor | Equip | Temps |

| \| Classificació general \| Classificació general \| Classificació general \| Classificació general \| Classificació general \| \| Corredor \| Corredor \| Equip \| Temps \| \| \| --------------------- \| --------------------- \| --------------------- \| --------------------- \| --------------------- \| |          |       |       |
| |          |       |       |
| |          |       |       |
| Classificació general |          |       |       |
| Corredor | Corredor | Equip | Temps |

### 13 de juliol de 2025.Forli-Imola138 km
| \| Classificació de l'etapa \| Classificació de l'etapa \| Classificació de l'etapa \| Classificació de l'etapa \| Classificació de l'etapa \| \| Corredor \| Corredor \| Equip \| Temps \| \| \| ------------------------ \| ------------------------ \| ------------------------ \| ------------------------ \| ------------------------ \| |          |       |       |
| |          |       |       |
| |          |       |       |
| Classificació de l'etapa |          |       |       |
| Corredor | Corredor | Equip | Temps |

## Classificacions finals

### Classificació general final
| \| Classificació general \| Classificació general \| Classificació general \| Classificació general \| Classificació general \| \| Ciclista \| Ciclista \| Equip \| Temps \| \| \| --------------------- \| --------------------- \| --------------------- \| --------------------- \| --------------------- \| |          |       |       |
| |          |       |       |
| Font: ProCyclingStats |          |       |       |
| Classificació general |          |       |       |
| Ciclista | Ciclista | Equip | Temps |

### Classificacions addicionals
| Classificació per punts | Classificació per punts | Classificació per punts | Classificació per punts | Classificació per punts |
| Ciclista                | Ciclista                | Equip                   | Punts                   |                         |
| ----------------------- | ----------------------- | ----------------------- | ----------------------- | ----------------------- |

| Classificació per punts | Classificació per punts | Classificació per punts | Classificació per punts | Classificació per punts |
| Ciclista                | Ciclista                | Equip                   | Punts                   |                         |
| ----------------------- | ----------------------- | ----------------------- | ----------------------- | ----------------------- |

| Classificació de la muntanya | Classificació de la muntanya | Classificació de la muntanya | Classificació de la muntanya | Classificació de la muntanya |
| Ciclista                     | Ciclista                     | Equip                        | Punts                        |                              |
| ---------------------------- | ---------------------------- | ---------------------------- | ---------------------------- | ---------------------------- |

| Classificació de la muntanya | Classificació de la muntanya | Classificació de la muntanya | Classificació de la muntanya | Classificació de la muntanya |
| Ciclista                     | Ciclista                     | Equip                        | Punts                        |                              |
| ---------------------------- | ---------------------------- | ---------------------------- | ---------------------------- | ---------------------------- |

| Classificació de la millor jove | Classificació de la millor jove | Classificació de la millor jove | Classificació de la millor jove | Classificació de la millor jove |
| Ciclista                        | Ciclista                        | Equip                           | Temps                           |                                 |
| ------------------------------- | ------------------------------- | ------------------------------- | ------------------------------- | ------------------------------- |

| Classificació de la millor jove | Classificació de la millor jove | Classificació de la millor jove | Classificació de la millor jove | Classificació de la millor jove |
| Ciclista                        | Ciclista                        | Equip                           | Temps                           |                                 |
| ------------------------------- | ------------------------------- | ------------------------------- | ------------------------------- | ------------------------------- |

## Evolució de les classificacions
| Etapa    |                           | Vencedora _    | Classificació general | Punts          | Muntanya             | Joves               | Equip _                  |
| -------- | ------------------------- | -------------- | --------------------- | -------------- | -------------------- | ------------------- | ------------------------ |
| 1a etapa | contrarellotge individual | Marlen Reusser | Marlen Reusser        | Marlen Reusser | no atribuïda         | Antonia Niedermaier | Team SD Worx-Protime     |
| 2a etapa | etapa accidentada         | Anna Henderson | Anna Henderson        | Anna Henderson | Anna Henderson       | Antonia Niedermaier | Lidl-Trek                |
| 3a etapa | etapa accidentada         | Lorena Wiebes  | Anna Henderson        | Anna Henderson | Usoa Ostolaza Zabala | Antonia Niedermaier | Lidl-Trek                |
| 4a etapa | etapa de muntanya         | Sarah Gigante  | Marlen Reusser        | Anna Henderson | Sarah Gigante        | Antonia Niedermaier | AG Insurance-Soudal Team |
| 5a etapa | etapa plana               | Lorena Wiebes  | Marlen Reusser        | Lorena Wiebes  | Sarah Gigante        | Antonia Niedermaier | AG Insurance-Soudal Team |
| 6a etapa | etapa accidentada         | Liane Lippert  | Marlen Reusser        | Lorena Wiebes  | Sarah Gigante        | Antonia Niedermaier | AG Insurance-Soudal Team |
| 7a etapa | etapa de muntanya         | Sarah Gigante  | Elisa Longo Borghini  | Lorena Wiebes  | Usoa Ostolaza Zabala | Antonia Niedermaier | AG Insurance-Soudal Team |
| 8a etapa | etapa accidentada         | Liane Lippert  | Elisa Longo Borghini  | Lorena Wiebes  | Sarah Gigante        | Antonia Niedermaier | AG Insurance-Soudal Team |
| Final    | Final                     |                | Elisa Longo Borghini  | Lorena Wiebes  | Sarah Gigante        | Antonia Niedermaier | AG Insurance-Soudal Team |